# Elecciones federales de Alemania de 1903
Las Elecciones parlamentarias de Alemania de 1903 se llevaron a cabo el 16 de junio de 1903. A pesar de que el Partido Socialdemócrata (SPD) recibió una mayoría clara de votos, el Partido del Centro siguió siendo el partido más grande del Reichstag después de ganar 100 de los 397 escaños, mientras que el SPD ganó sólo 81. La participación fue de un 76,1%.

## Resultados
| # | Partido político    | Votos     | % de votos válidos | Escaños | Variación (escaños) |
| - | ------------------- | --------- | ------------------ | ------- | ------------------- |
| 1 | SPD                 | 3.010.771 | 31.7%              | 81      | +25                 |
| 2 | Zentrum             | 1.875.292 | 19.8%              | 100     | -2                  |
| 3 | NLP                 | 1.301.473 | 13.7%              | 50      | +2                  |
| 4 | KP                  | 901.415   | 9.5%               | 52      | -1                  |
| 5 | FVp                 | 536.879   | 5.7%               | 21      | -8                  |
| 6 | DRP                 | 336.617   | 3.5%               | 21      | -1                  |
| 7 | FVg                 | 233.229   | 2.5%               | 8       | -4                  |
| 8 | PP                  | 164.742   | 1.7%               | 8       | =                   |
| 9 | Otros partidos      | 1.135.169 | 11.96%             | 56      | -                   |
|   | Votos nulos/blancos | 38.227    | -                  | -       | -                   |
|   | Total               | 9.533.814 | 100.0%             | 397     | =                   |

Fuente: Wahlen in Deutschland